# Tom Kalkhuis
Tom Kalkhuis (Amsterdam, 15 mei 1986) is een Nederlands voetballer die als aanvaller speelt.
Kalkhuis heeft in zijn jeugd gespeeld voor de amateurclubs SV Diemen en FC Abcoude. Hierna kwam hij in de e-jeugd bij AFC Ajax. Hij speelde in het seizoen 2005/2006 bij Jong Ajax maar voor het seizoen 2006/2007 werd hij verhuurd aan FC Omniworld. Hier speelde hij 21 wedstrijden waarin hij 1 keer scoorde. Kalkhuis scheurde zijn voorste kruisband af en tijdens zijn revalidatie liep zijn contract bij Ajax af.
In februari 2008 ging Kalkhuis in de Cypriotische tweede divisie bij Onisilos Sotira spelen. Na zeven maanden vertrok hij. Hierna speelde hij voor FC Chabab (2009/10), Haaglandia (2010/11, 23 wedstrijden en 4 doelpunten) en anno 2011 voor FC Breukelen.